# Мамбре Верцанох
Мамбре Верцанох (ок. 400—460, арм. Մամբրե Վերծանող) — армянский писатель, переводчик и богослов V века, один из отцов Армянской Апостольской Церкви. 
Биографические сведения очень скудны. Был учеником Месропа Маштоца и Саака Партева, обучение прошёл в Александрии. Некоторое время жил в Византии. Был представителем грекофильской школы Армении. Согласно исторической традиции считается младшим братом Мовсеса Хоренаци, хотя ни ранние авторы, ни авторские работы Мамбре не подтверждают этого. Поздние армянские авторы называют его "великим философом". Несмотря на то, что он считается важным автором V века, сохранились только несколько его сочинений (гомилий) 
- «О воскрешении Лазаря» (арм. «Ի Յարութիւն Ղազարու») — Венеция (1833) стр. 35—75, Венеция (1894) стр. 9—58
- «О входе Господнем в Иерусалим» (арм. «Ի մեծի ավուր գալստեան Տեառն մերոյ Յիսուսի Քրիստոսի Յերուսաղէմ», дословно «О великом дне прибытия Господа нашего Исуса Христа в Иерусалим») — Венеция (1833) стр. 76—87, Венеция (1894) стр. 59—72
- «О путешествии Спасителя в Иерусалим» (арм. «Յաղագս եկաւորութեան Փրկչին Յերուսաղէմ») — Венеция (1833) стр. 88—93, Венеция (1894) стр. 73—79. Иногда считается частью гомилии «О входе Господнем в Иерусалим».
- «О Рождении Спасителя» (арм. «Յաղագս ծննդեան Փրկչի») — библиотека Эчмиадзина, рукопись № 1756.

Ему приписывают и небольшой труд «Датумн кердацац», вероятно часть утерянного труда по грамматике. Является также автором утерянного исторического труда, которым пользовался Товма Арцруни.
издания сочинений
- Сочинения Корюна Вардапета, Мамбре Верцаноха и Давида Анахта = Կորյուն Վարդապետի, Մամբրե Վերծանողի եւ Դավիթ Անհաղթի մատենագրությունք. — Венеция: изд-во Мхитаристов, 1833. — 640 с.
- Гомилии Мамбре Верцаноха = Մամբրե Վերծանողի Ճառք. — Венеция: изд-во Мхитаристов, 1894. — 79 с.
- «Датумн кердацац» // Каталог рукописей = Ձեռագրերի ցուցակ. — Ереван, 1969. — Т. 4. — С. 558.